# Iproca
Iproca is een kevergeslacht uit de familie van de boktorren (Cerambycidae). De wetenschappelijke naam van het geslacht werd voor het eerst geldig gepubliceerd in 1940 door Gressitt.

## Soorten
Iproca omvat de volgende soorten:
- Iproca acuminata Gressitt, 1940
- Iproca aoyamaorum Hasegawa & N. Ohbayashi, 2006
- Iproca flavolineata Hayashi, 1971
- Iproca ishigakiana Breuning & Ohbayashi, 1966
- Iproca laosensis Breuning, 1968
- Iproca pedongensis Breuning, 1968